# Liste der Stolpersteine in Grebenstein
Die Liste der Stolpersteine in Grebenstein enthält die Stolpersteine, die im Rahmen des gleichnamigen Kunst-Projekts von Gunter Demnig in Grebenstein verlegt wurden. Mit ihnen soll an die Opfer des Nationalsozialismus erinnert werden, die in Grebenstein lebten und wirkten.

## Liste der Stolpersteine
| Adresse                 | Name                   | Bild | Inschrift | Verlegedatum | Anmerkung |
| ----------------------- | ---------------------- | ---- | --- | --- | --- |
| Hochzeitsberg 6 ·       | Bernhard Mandelstein   |      | Hier wohnte Bernhard Mandelstein Jg. 1883 deportiert 1942 ermordet in Bełżyce                                | | Bernhard Mandelstein wurde am 9. Oktober 1883 in Grebenstein in Hessen als Sohn der Eheleute Albert Mandelstein (1853–1934) und Julchen Blum (1850–1908) geboren. Am 11. Januar 1910 heiratete er in Witzenhausen Else Kugelmann. Aus der Ehe gingen drei Kinder (Walter, Irma, Rudolph) hervor. Bernhard Mandelstein war Inhaber eines Möbel- und Schuhgeschäftes in Grebenstein. Pläne der Familie zur Auswanderung nach Palästina scheiterten. So verkaufte er sein Hausgrundstück im Juni 1939 und zog mit seiner Frau Else nach Mittweida in die Schulstraße 7. Als Grund für die Wahl von Mittweida als neuen (wenn auch unfreiwilligen) Wohnort wird vermutet, dass eine entfernte Verwandtschaft zu den Familien Steinfeld/Kugelmann/Lesser bestand. Am 8. Mai 1942 wurden die Eheleute Bernhard und Else Mandelstein sowie Gustel Lesser aus der Schulstraße 7 in Mittweida per Zug nach Leipzig zur Sammelstelle Yorkschule gebracht. Am 10. Mai 1942 wurden die drei mit einem Zug von Leipzig deportiert und erreichte am 12. Mai 1942 das Ghetto Bełżyce bei Lublin. Seitdem gelten sie als "verschollen". Für Else und Bernhard Mandelstein wurden auch in Mittweida Stolpersteine verlegt. |
| Hochzeitsberg 6 ·       | Else Ettel Mandelstein |      | Hier wohnte Else Ettel Mandelstein geb. Kugelmann Jg. 1889 deportiert 1942 ermordet in Bełżyce               | Else Kugelmann ist am 8. Oktober 1889 in Witzenhausen in Hessen geboren. Ihre Eltern waren Moses Kugelmann und Franziska Adler. Am 11. Januar 1910 heiratete sie in Witzenhausen Bernhard Mandelstein. Mit ihm ist sie 1939 nach Mittweida auf die Schulstraße 7 gezogen. Zusammen mit ihrem Mann und Gustel Lesser wurde sie am 8. Mai 1942 per Zug nach Leipzig zur Sammelstelle Yorkschule gebracht. Am 10. Mai 1942 wurden die drei mit einem Zug von Leipzig deportiert und erreichte am 12. Mai 1942 das Ghetto Bełżyce bei Lublin. Seitdem gelten sie als "verschollen". | |
| Hofgeismarer Straße 8 · | Rosalie Gans           |      | Hier wohnte Rosalie Gans Jg. 1868 deportiert 1942 Theresienstadt ermordet ??.3.1943                          | | |
| Markt 4 ·               | Flora Rosenbaum        |      | Hier wohnte Flora Rosenbaum geb. Wertheim Jg. 1858 deportiert 1942 Theresienstadt ermordet 28.2.1943         | | |
| Markt 4 ·               | Clara Wormser          |      | Hier wohnte Clara Wormser geb. Rosenbaum Jg. 1884 deportiert 1942 Theresienstadt ermordet 19.2.1943          | | |
| Markt 4 ·               | Charlotte Jacobs       |      | Hier wohnte Charlotte Jacobs geb. Rosenbaum Jg. 1887 deportiert 1942 Sobibor ermordet 3.6.1942               | | |
| Marktstraße 7 ·         | Fritz Oberdorff        |      | Hier wohnte Fritz Oberdorff Jg. 1890 deportiert 1941 ermordet in Riga                                        | | |
| Marktstraße 7 ·         | Dina Oberdorff         |      | Hier wohnte Dina Oberdorff geb. Neuhahn Jg. 1890 deportiert 1941 ermordet in Riga                            | | |
| Steinweg 10 ·           | Louis Katzenberg       |      | Hier wohnte Louis Katzenberg Jg. 1881 deportiert 1941 ermordet 1943 in Riga                                  | | |
| Steinweg 10 ·           | Mathilde Katzenberg    |      | Hier wohnte Mathilde Katzenberg geb. Möllerich Jg. 1892 deportiert 1941 ermordet 1944 in Riga                | | |
| Steinweg 11 ·           | Antonie Sassen         |      | Hier wohnte Antonie Sassen geb. Katzenberg Jg. 1873 eingewiesen 'Heilanstalt' Bendorf-Sayn ermordet 5.2.1942 | | |
| Udenhäuser Straße 17 ·  | Auguste Möllerich      |      | Hier wohnte Auguste Möllerich geb. Gumpert Jg. 1857 deportiert 1942 Majdanek ermordet                        | | Die Angabe, dass Auguste Möllerich deportiert und in Majdanek ermordet wurde, ist möglicherweise nicht richtig. Es gibt einen Eintrag des israelischen Friedhofs in Kassel-Bettenhausen, dass sie 1941 verstorben ist und dort begraben wurde. |
| Udenhäuser Straße 17 ·  | Willi Möllerich        |      | Hier wohnte Willi Möllerich Jg. 1893 deportiert 1942 Majdanek ermordet 23.7.1942                             | | |
| Udenhäuser Straße 17 ·  | Ludwig Möllerich       |      | Hier wohnte Ludwig Möllerich Jg. 1935 deportiert 1942 Sobibor ermordet 3.6.1942                              | | |
| Udenhäuser Straße 17 ·  | Martha Möllerich       |      | Hier wohnte Martha Möllerich geb. Plaut Jg. 1909 deportiert 1942 Sobibor ermordet 3.6.1942                   | | |
| Ziegenrück 11 ·         | Lion Katz              |      | Hier wohnte Lion Katz Jg. 1887 verhaftet 1941 Buchenwald ermordet 2.10.1944                                  | | |
| Ziegenrück 11 ·         | Ida Katz               |      | Hier wohnte Ida Katz geb. Möllerich Jg. 1888 deportiert 1941 ermordet Nov. 1943 in Auschwitz                 | | |
| Ziegenrück 11 ·         | Marga Katz             |      | Hier wohnte Marga Katz Jg. 1920 deportiert 1941 Stutthof ermordet                                            | | |
| Ziegenrück 11 ·         | Helma Helene Katz      |      | Hier wohnte Helma Helene Katz Jg. 1922 deportiert 1941 Stutthof ermordet 4.12.1944                           | | |
| Ziegenrück 11 ·         | Ingeborg Katz          |      | Hier wohnte Ingeborg Katz Jg. 1926 deportiert 1941 Stutthof ermordet                                         | | |